# Амаечі Оттіджи
Амаечі Оттіджи (28 грудня 1969, Енугу — 25 грудня 2004, Колумбія) — нігерійський футболіст, який грав на позиції нападника за клуби Нігерії, Греції та Німеччини. Провів 1 матч у складі національної збірної Нігерії.

## Клубна кар'єра
Народився в Енугу, почав грати у футбол на юнацькому рівні у складі «Калабар Роверс». Він грав за «Енугу Рейнджерс» та «БКК Лайонс», вигравши Кубок Нігерії 1989 року в складі БКК.
У 1990 році Оттіджи приєднався до клубу грецької Суперліги «Панахаїкі», за який виступав протягом 5 з половиною сезонів, провівши 110 матчів у чемпіонаті та забивши 50 голів за клуб. У грудні 1994 року він перейшов до «Іонікоса», у складі якого провів 2,5 сезони у грецькій Суперлізі.
У 1998 році він перейшов до клубу німецької Регіоналліги «Дармштадт 98», але не зміг запобігти вилету клубу, незважаючи на 12 забитих м'ячів у чемпіонаті за сезон. Решту своєї кар'єри він провів у клубах нижчих рівнів німецького футболу, граючи в Регіоналлізі за «Шпортфройнде» (Зіген) та «Ельферсберг».

## Міжнародна кар'єра
Оттіджи один раз взяв участь за збірну Нігерії, вийшовши на поле в товариському матчі проти Ірану в 1998 році.

## Смерть
Він загинув у Колумбії в 2004 році під час стрілянини між ворогуючими бандами.